# اکسیر اعظم
اکسیر اعظم بزرگترین اثر اعظم خان است که آن را «دستور العلاج» نیز نامیده‌اند و در آن به تفصیل در علم طب سخن رفته‌است.

## مشخصات
در این کتاب بیماریهای مرسوم طبق روال معمول از سر تا قدم به تفصیل شرح داده شده‌است. برای هر بیماری ابتداء اسباب و بعد علائم و سپس درمانهای آن را با ذکر ادویه مفرده، ادویه مرکبه، اقوال حکما و حکایات مربوط به بیماری شرح داده شده‌است.